# ووكر هايز
ووكر هايز (بالإنجليزية: Walker Hayes)‏ هو مغن مؤلف أمريكي، ولد في 27 ديسمبر 1979.

## وصلات خارجية
- الموقع الرسمي
- ووكر هايز على موقع ميوزك برينز (الإنجليزية)
- ووكر هايز على موقع أول ميوزيك (الإنجليزية)
- ووكر هايز على موقع ديسكوغز (الإنجليزية)